# Mistrzostwa Świata w Łucznictwie 1963
22. Mistrzostwa Świata w Łucznictwie odbyły się 24–27 lipca 1963 w Helsinkach w Finlandii. Organizatorem była Międzynarodowa Federacja Łucznicza. 

## Medaliści

### Strzelanie z łuku klasycznego
| Konkurencja            | Złoto                                                                 | Srebro                                                    | Brąz                                                      |
| Indywidualnie kobiet   | Victoria Cook                                                         | Nancy Vonderheide                                         | Marjatta Niemi                                            |
| Indywidualnie mężczyzn | Charles Sandlin                                                       | Joe Thornton                                              | David Keaggy Jr.                                          |
| Drużynowo kobiet       | Stany Zjednoczone · Victoria Cook · Nancy Vonderheide · Helen Nelson  | Finlandia · Marjatta Niemi · Maire Lindholm · Aino Yrjola | Wielka Brytania · Shirley Lyons · Sheila Kemp · Ann Brien |
| Drużynowo mężczyzn     | Stany Zjednoczone · Charles Sandlin · Joe Thornton · David Keaggy Jr. | Francja · A. Isabey · J. Becken · M. Giro                 | Szwecja · Arne Ljungqvist · Bertil Olsson · E. Eliasson   |

## Klasyfikacja medalowa
| Lp. | Państwo           | Złoto | Srebro | Brąz | Razem |
| 1.  | Stany Zjednoczone | 4     | 2      | 1    | 7     |
| 2.  | Finlandia         | 0     | 1      | 1    | 2     |
| 3.  | Francja           | 0     | 1      | 0    | 1     |
| 4.  | Szwecja           | 0     | 0      | 1    | 1     |
| 4.  | Wielka Brytania   | 0     | 0      | 1    | 1     |